# Cho Yoon-ok
Cho Yoon-ok (Gyeongseong, Corea japonesa; 25 de febrero de 1940 – Seúl, Corea del Sur; 22 de junio de 2002) fue un futbolista y entrenador de fútbol de Corea del Sur que jugaba en la posición de delantero.

## Carrera

### Club
| Periodo   | Club                |
| --------- | ------------------- |
| 1960–1962 | ROK Army CIC        |
| 1963–1964 | Tungsten Company FC |
| 1966–1968 | Tungsten Company FC |

### Selección nacional
Jugó para Corea del Sur de 1959 a 1967 con la que anotó 25 goles en 55 partidos, fue campeón de la Copa Asiática 1960 y medallista de plata en los juegos Asiáticos de 1962, dos veces ganador del Campeonato Juvenil de la AFC y participó en los Juegos Olímpicos de Tokio 1964, y es considerado como uno de los mejores segundos delanteros de Asia de los años 1960.

### Entrenador
| Periodo | Club          |
| ------- | ------------- |
| 1983    | Corea del Sur |
| 1984    | Daewoo Royals |

## Logros

### Club
ROK Army CIC
- Korean President's Cup: 1961[9]

Tungsten Company
- Korean Semi-professional League (primavera): 1968[10]
- Korean Semi-professional League (otoño): 1966[10]
- Korean President's Cup: 1966[9]

### Selección nacional
Juvenil
- AFC Youth Championship: 1959, 1960[7][8]

Absoluta
- AFC Asian Cup: 1960[11]
- Asian Games

-  1962

### Individual
- Goleador de la AFC Asian Cup: 1960[13]
- AFC Asian All Stars: 1965, 1966, 1967[14][15][16]
- Futbolista Coreano del Año: 1965[6]